# 井形昭弘
井形 昭弘（いがた あきひろ、1928年9月16日 -2016年8月12日）は、日本の医学者。専門は神経内科学。医学博士。鹿児島大学名誉教授、元名古屋学芸大学学長。静岡県浜松市出身。

## 略歴
1946年、第八高等学校に入学。1950年、東京大学医学部医学科入学。1955年、東京大学医学部第三内科に入局。1960年から2年間のドイツ留学を経て、1960年「神経体液学説に関する研究」により東京大学から医学博士の学位を授与される。1971年、新設された鹿児島大学医学部第三内科の初代教授に着任。1984年、鹿児島大学病院長に就任し、全国に先駆けてコンピュータシステムの導入を行った。
1972年、熊本県・鹿児島県公害認定審査委員会委員。1987年、鹿児島大学長（1993年1月まで）に就任。1993年国立療養所中部病院長（1997年3月まで）。1997年、あいち健康の森健康科学総合センター長に就く。2002年から名古屋学芸大学学長を務め、2003年にはあいち健康の森健康科学総合センター名誉センター長となった。
2016年8月12日、急性心不全のため、87歳で死去。従四位に叙された。
キノホルムを原因とするスモンの根絶をはじめ、介護保険や尊厳死の導入などに尽力した。

## 受賞等
- 通商産業大臣個人表彰（1987年）[2]
- 野口英世記念医学賞（1989年）[2]
- 紫綬褒章（1992年）[2]
- 武田医学賞（1993年度）[2]

「HAMを中心とした各種神経疾患の研究」
- 日本医師会医学賞（1994年度）[2]

「難治性神経疾患の解明―SMONからHAMへ―」
- 勲二等旭日重光章（2000年）[2][5]
- 南日本文化賞（2002年）[6]
- 中日文化賞（2007年）

「高齢社会の仕組みづくりへの貢献」

## 学会および社会における活動
- 日本老年医学会特別会員[8]
- 日本サーモロジー学会名誉会員[9]
- 日本神経免疫学会名誉会員[10]
- 日本神経感染症学会顧問[11]
- 日本抗加齢医学会顧問[12]
- 日本口腔ケア学会 相談役[13]
- 臨時水俣病認定審査会委員
- 医師試験委員
- 中央公害対策審議会委員
- 臨時脳死及び臓器移植調査会委員
- 中央環境審議会委員
- 財団法人屋久島環境文化財団理事長[14]
- 日本ケアマネジメント学会理事長[15]
- 日本尊厳死協会理事長[16]
- 21世紀高野山医療フォーラム理事[17]
- 日本介護支援専門員協会理事[18]
- 財団法人ユニベール財団理事[19]
- NPO法人 地域ケア政策ネットワーク理事[20]
- 財団法人日本国際医学協会顧問[21]
- 特定非営利活動法人日本医学歯学情報機構顧問[22]
- 財団法人スポーツ医・科学研究所評議員[23]
- 財団法人小林国際奨学財団評議員[24]

## 著書
- 『介護予防読本』（監修）財務省印刷局、2004年　ISBN 9784171510124
- 『ヒューマンケアを考える―さまざまな領域からみる子ども学』（編著）ミネルヴァ書房、2008年　ISBN 9784623049059

## 論文
- 国立情報学研究所収録論文 国立情報学研究所.2010.05.17閲覧。